# 胡晓义
胡晓义（1954年4月—），四川安岳人。中国共产党党员。中华人民共和国政治人物。

## 生平
北京师范大学中文系毕业，中国人民大学劳动经济学院劳动经济专业在职研究生学历，经济学硕士。历任劳动人事部副处长，劳动部处长、政策法规司副司长、社会保险司司长、社会保险事业管理局局长，劳动保障部社会保险事业管理局局长、社会保险事业管理中心主任、部办公厅副主任、主任等职。2006年3月升任劳动和社会保障部副部长，2008年3月机构改革后，继续担任人力资源和社会保障部副部长。2015年7月卸任人力资源和社会保障部副部长一职。